# 조 E. 브라운

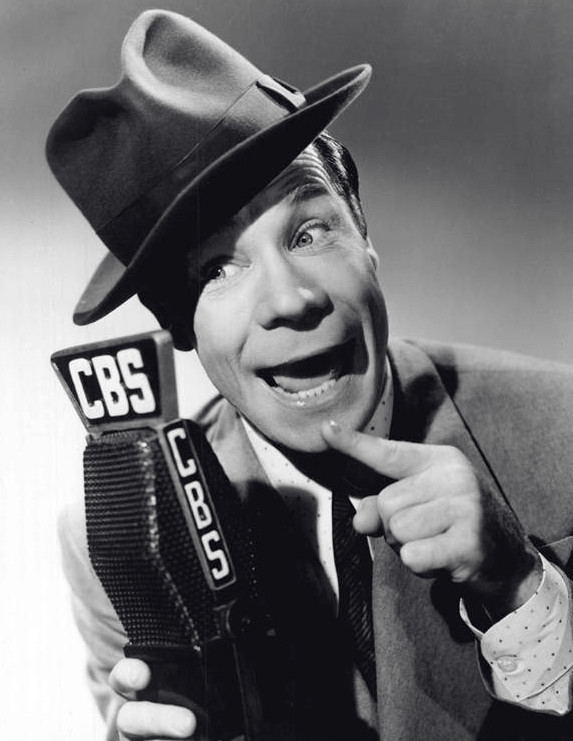
1945년의 모습.

조지프 에반스 브라운(Joseph Evans Brown, 1891년 7월 28일 ~ 1973년 7월 6일)는 1930년대와 40년대 미국을 주름잡았던 희극 배우이다.